# Buthiscus ifoghas
Espèce
Buthiscus ifoghas est une espèce de scorpions de la famille des Buthidae.

## Distribution
Cette espèce est endémique de la région de Kidal au Mali. Elle se rencontre dans l'Adrar des Ifoghas vers Aguel'hoc.

## Description
Le mâle holotype mesure 66,3 mm.

## Systématique et taxinomie
Cette espèce a été décrite par Ythier et Lourenço en 2023. Elle n'est connue que par son mâle holotype collecté par Jacques Millot en 1937.

## Étymologie
Son nom d'espèce lui a été donné en référence au lieu de sa découverte, l'Adrar des Ifoghas.

## Publication originale
- Ythier & Lourenço, 2023 : « A new species of Buthiscus Birula, 1905 (Scorpiones: Buthidae) from the Adrar des Ifoghas, Mali. » Faunitaxys, vol. 11, no 22, p. 1-7 (texte intégral).